# Кзыл-Юлдуз (Татарстан)
Кзыл-Юлдуз (тат. Кызыл Йолдыз) — посёлок в Азнакаевском районе Республики Татарстан России. Входит в состав Учаллинского сельского поселения.

## История
Основан в 1927 году в составе Бугульминского кантона Татарской АССР выходцами из села Учалле. Название переводится как «Красная Звезда». С 10 августа 1930 года — в Тумутукском районе, переименованном 20 октября 1931 года в Азнакаевский; в 1935—58 годах — опять в Тумутукском районе (в 1948 году — в Учаллинском сельсовете).

## География
Посёлок расположен в юго-восточной части Татарстана, у истока речки Учалле, на расстоянии примерно 21,5 километров по автодорогам к северо-востоку от города Азнакаево, административного центра района, и в 4 км по автодорогам к юго-западу от центра поселения, села Учалле.
Абсолютная высота — 197 метров над уровнем моря.

### Часовой пояс
Посёлок Кзыл-Юлдуз, как и весь Татарстан, находится в часовой зоне МСК (московское время). Смещение применяемого времени относительно UTC составляет +3:00.

## Население
| 1938 | 1949 | 1958 | 1970 | 1979 | 1989 | 2002 | 2010 |
| ---- | ---- | ---- | ---- | ---- | ---- | ---- | ---- |
| 128  | 102  | 63   | 47   | 7    | 4    | 4    | 5    |

Национальный состав
Согласно результатам переписи 2002 года, в национальной структуре населения татары составляли 100 %.

## Улицы
В посёлке единственная улица — Кзыл-Юлдуз.